# Akumaa Mama Zimbi
Joyce Akumaa Dongotey-Padi conocida como Akumaa Mama Zimbi (Acra, Ghana) es una activista por los derechos de la mujer, comunicadora de radio y televisión, actriz y filántropa de Ghana. Es especialmente conocida por sus programas en radio y televisión como orientadora sexual y consejera matrimonial. En 2007 creó la red Widows Alliance Network (WANE) para luchar contra la marginación y la estigmatización social de las viudas en Ghana, un proyecto que ha recibido el apoyo internacional.  En 2013 fue considerada una de las 50 personalidades de Ghana más influyentes.

## Trayectoria

### Educadora sexual y consejera matrimonial
Desde principios del año 2000 presenta el programa Odo Ahomaso talk show en Adom FM en el que ejerce de consejera matrimonial y orientadora sexual, lo que le ha convertido en una mujer especialmente mediática en su país. Además de sus programas de radio y televisión. Utiliza también para difundir sus mensajes intenet y las redes sociales en las que tiene más de 20.000 seguidores. En los programas habla abiertamente -y de manera explícita- de posiciones coitales y aconseja a las mujeres sobre cómo mantener relaciones sexuales. Ha recibido críticas de quienes consideran provocadores sus programas. También tiene detractoras que consideran que sus programas de radio y televisión hacen recaer el peso de la responsabilidad de las relaciones en las mujeres, reforzando estereotipos de género

### Alianza en apoyo de las viudas de Ghana
En 2004 creó la Fundación Mama Zimbi (MZF) -legalizada en 2008- de la que es directora ejecutiva, una organización no gubernamental para apoyar a las mujeres viudas contra el estigma y la marginación social y preservar sus derechos y sus tierras a través del proyecto Widows Alliance Network (WANE). Entre los objetivos de la red está el lograr su independencia financiera y su autonomía en sus comunidades que rompan el aislamiento al que se ven sometidas tras la muerte de sus maridos. WANE organiza una conferencia anual en la que participan centenares de viudas de todo el país. La red tiene 400 centros y con 8.000 miembros.
En su carrera de actriz ha participado en películas como: The Lost Hope, Accra Killings, Two Troubles, One God y I Want To Be A Woman.

## Premios y reconocimientos
- En 1999, recibió el ACRAG Talent Award for Discovery, por su papel en Cantata en GTV.  También recibió el ACRAG Best Female Radio Personality Award en 2008.

- 1992  Miss Yilo Krobo
- 1996, a Ghana Social Marketing Foundation (GSMF)
- 2001 Premio a la mejor periodista sobre Salud Reproductiva para adolescentes
- 2013 considerada una de las 50 personalidades más influyentes de Ghana.[12]